# Salzlandkreis
Salzlandkreis er en landkreis i den tyske delstat Sachsen-Anhalt, som blev dannet i forbindelse med Kreisreform Sachsen-Anhalt 2007 ved en sammenlægning af de tidligere landkreise Aschersleben-Staßfurt (uden Falkenstein/Harz), Bernburg og Schönebeck.

## Geografi
Med et areal på 1.426 km² er Salzlandkreis den næstmindste landkreis i delataten. Floden Elben danner i øst, på en 22 kilometer lang strækning grænse til nabokreisen Anhalt-Bitterfeld. Landskabet er mod øst præget af Elben og Saales floddale; mod vest grænser området op til Harzen, og mod syd er det præget af tidligere brunkul- og saltudvindinger. Ud over Elben og Saale hører også Bode og Wipper til flodnettet i landkreisen. Det højeste punkt er det 224 meter høje Phillips Galgenberg, der ligger mod vest i nærheden af Cochstedt.

## Byer og kommuner
Salzlandkreis omfatter 1. januar 2008 66 kommuner (indbyggertal i parentes pr. 31. december 2006):
| Enhedskommuner - Bördeland (8.636) - Calbe (Saale), by (10.874) - Förderstedt (5.814) - Könnern, by (8.101) |

Verwaltungsgemeinschafter med deres kommuner (* markerer administrationsby)
| - 1. Verwaltungsgemeinschaft Aschersleben/Land 1. Aschersleben, by * (28.138) 2. Groß Schierstedt (630) 3. Schackenthal (335) 4. Westdorf (918) - 2. Verwaltungsgemeinschaft Bernburg 1. Bernburg (Saale), by * (31.329) 2. Gröna (588) - 3. Verwaltungsgemeinschaft Egelner Mulde 1. Borne (1.363) 2. Egeln, by * (3.939) 3. Etgersleben (798) 4. Hakeborn (805) 5. Tarthun (814) 6. Unseburg (1.274) 7. Westeregeln (2.063) 8. Wolmirsleben (1.522) - 4. Verwaltungsgemeinschaft Elbe-Saale 1. Barby (Elben), Stadt * (4.445) 2. Breitenhagen (509) 3. Glinde (278) 4. Gnadau (535) 5. Groß Rosenburg (1.756) 6. Lödderitz (241) 7. Pömmelte (660) 8. Sachsendorf (313) 9. Tornitz (590) 10. Wespen (238) 11. Zuchau (339) | - 5. Verwaltungsgemeinschaft Stadt Hecklingen 1. Giersleben (1.118) 2. Hecklingen, by * (7.947) - 6. Verwaltungsgemeinschaft Nienburg (Saale) 1. Baalberge (1.405) 2. Biendorf (820) 3. Cörmigk (545) 4. Edlau (497) 5. Gerbitz (652) 6. Gerlebogk (339) 7. Latdorf (760) 8. Neugattersleben (909) 9. Nienburg (Saale), by * (4.332) 10. Peißen (1.244) 11. Pobzig (401) 12. Poley (656) 13. Preußlitz (756) 14. Wedlitz (425) 15. Wiendorf (330) 16. Wohlsdorf (519) - 7. Verwaltungsgemeinschaft Saale-Wipper 1. Alsleben (Saale), Stadt (2.722) 2. Güsten, by * (4.037) 3. Ilberstedt (1.191) 4. Plötzkau (1.377) 5. Schackstedt (437) - 8. Verwaltungsgemeinschaft Schönebeck (Elbe) 1. Plötzky (1.078) 2. Pretzien (938) 3. Ranies (378) 4. Schönebeck (Elben), by * (33.290) | - 9. Verwaltungsgemeinschaft Seeland 1. Friedrichsaue (200) 2. Frose (1.518) 3. Gatersleben (2.422) 4. Hoym, by (2.611) 5. Nachterstedt * (2.155) 6. Neu Königsaue (344) 7. Schadeleben (714) - 10. Verwaltungsgemeinschaft Staßfurt 1. Amesdorf (812) 2. Neundorf (Anhalt) (2.245) 3. Staßfurt, by * (22.758) |